# Sefanjas bok
Sefanja är en bok i judendomens Neviim ("profeterna") och kristendomens Gamla Testamente, uppkallad efter dess författare, profeten Sefanja.
Sefanja betyder Herren beskyddar eller Gud har gömt.
Han var av kunglig eller furstlig börd och med stort inflytande.
Hans fars namn ges som Kushi, som kan tyda en härstamning från Kush, ett område söder om Egypten.
Boken daterar Sefanjas profetia till Josias regeringsperiod, innan hans kultreform, åren 640-620 f. Kr., men den tycks ha försetts med några tillägg under och efter den babyloniska fångenskapen. Boken innehåller mest domsord över Juda, Jerusalem och grannfolken och predikar Guds vredesdag, men den talar även om Sions räddning.
Före 1901 års namnlängd hedrades Sefanja (tidigare stavat Zefanias) den 3 december.